# Лейн-Пул, Стенли
Стенли Лейн-Пул (англ. Stanley Lane-Poole; 18 декабря 1854 года — 29 декабря 1931 года) — британский историк-востоковед (арабистика и османистика), исламовед и нумизмат.

## Биография
В 1874—1892 годах сотрудник Британского музея.
В 1897—1904 годах профессор арабских исследований Дублинского университета.
В 1900 году награждён медалью Королевского нумизматического общества.
Его брат Реджинальд Лейн-Пул (1857—1939) был историком.

## Научное наследие
Один из важнейших трудов Лейн-Пула — «Мусульманские династии» — был опубликован в 1894 году. В 1899 году в свет вышел перевод этой книги на русский язык В. В. Бартольда с многочисленными исправлениями и дополнениями переводчика. В России книга была переиздана в 2004 году издательской фирмой «Восточная литература» РАН.

### Труды
- The Life of Edward William Lane (1877)
- The People of Turky (1878)
- Lane’s Selection From the Kuran (1879)
- Egypt (1881)
- Le Kuran, sa poesie et ses Lois (1882)
- Studies in a Mosque (1883)
- Social Life in Egypt: A Description of the Country & Its People (1884)
- The Life of the late General F. R. Chesney (editor) (1885)
- The Story of the Moors in Spain (1886)
- Turkey (1888)
- The Barbary Corsairs (1890)
- Sir Richard Church (1890)
- The Life of Lord Stratford de Redcliffe (1890)
- The Speeches and Table-Talk of the Prophet Mohammad (1893)
- Life of Harry Parkes (with F. V. Dickins; 1894)
- The Mohammedan Dynasties: Chronological and Genealogical Tables with Historical Introductions (1894; русский перевод — 1899)
- Saladin: All-Powerful Sultan and the Uniter of Islam (1898)
- Babar (1899)
- History of Egypt in the Middle Ages (1901)
- Medieval India under Mohammedan Rule, AD 712—1764 (1903)
- Saladin and the Fall of the Kingdom of Jerusalem (1903)
- The Story of Cairo (1906)

На русском
- Саладин и падение Иерусалимского королевства. — М.: Книговек, 2017. — 304 с. — ISBN 978-5-4224-1252-5.
- Берберские пираты. История жестоких повелителей Средиземного моря ХV—ХIХ вв / перевод А. Б. Давыдовой. — М.: Центрполиграф, 2020. — 255 с. — (Всемирная история). — ISBN 978-5-9524-5445-3.
- Мусульманские династии. Хронологические и генеалогические таблицы с историческими введениями / перевод В. В. Бартольда. — М.: Центрполиграф, 2020. — 349 с. — (Всемирная история). — ISBN 978-5-227-09175-8.